# Rachad Bernoussi
Club Rachad Bernoussi – marokański klub piłkarski z siedzibą w Casablance. W sezonie 2017/2018 gra w GNF 2.

## Opis
Klub został założony w 1961 roku. Dwukrotnie wystąpił w rozgrywkach GNF 1 – w sezonie 1991/1992 zajął 14. miejsce, a sezon później 16. i spadł do niższej dywizji. W pucharze kraju najlepszym wynikiem był finał w sezonie 2006/2007. Prezesem klubu jest Ahmed Amouri. Drużyna gra na Complexe Bernoussi, który może pomieścić 9000 widzów. 

## Afrykańskie puchary
| Sezon | Rozgrywki           | Runda | Klub            | Dom | Wyjazd | Ogólnie |
| ----- | ------------------- | ----- | --------------- | --- | ------ | ------- |
| 2008  | Puchar Konfederacji | 1Q    | Espérance Tunis | 3–1 | 0–2    | 3–3, w. |